# Vulcan noroios

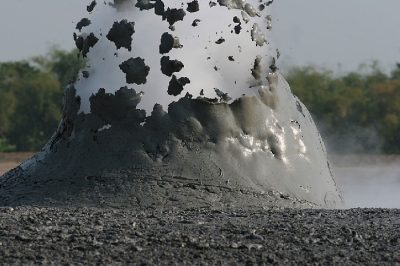
Erupție de vulcan noroios în Indonezia

Vulcanii noroioși reprezintă formațiuni create de gazele naturale provenind de la 3.000 de metri adâncime, care trec printr-un sol argilos, în combinație cu apa din pânza freatică. Gazele împing spre suprafață apa amestecată cu argilă. Nămolul format de acestea iese la suprafață și, în acele locuri, se usucă în contact cu aerul, formând niște structuri conice asemănătoare unor vulcani. Nămolul ieșit la suprafață este rece, deoarece vine din stratele de argilă.
Se cunosc pe glob în total circa 1.100 de vulcani noroioși. În Europa sunt foarte puțini vulcani noroioși pe continent, cum ar fi cei din Buzau, Romania si din Azerbaidjan, mai mulți există însă sub mări, cum ar fi spre exemplu vulcanii noroioși din apele Norvegiei, cei din mările Caspică și Barents. În afara Europei, fenomene similare se pot observa în Siberia, Australia și insula Trinidad din Caraibe.
O erupție actuală foarte gravă a unui vulcan noroios, care a avut loc la 29 mai 2006, are loc în estul insulei Java (Indonezia) în localitatea Sidoarjo, situată la 20 km sud de importantul oraș Surabaya. Erupția s-a intensificat cu timpul, ajungând în noiembrie 2006 până la 125.000 m³ de noroi pe zi.

## În Europa

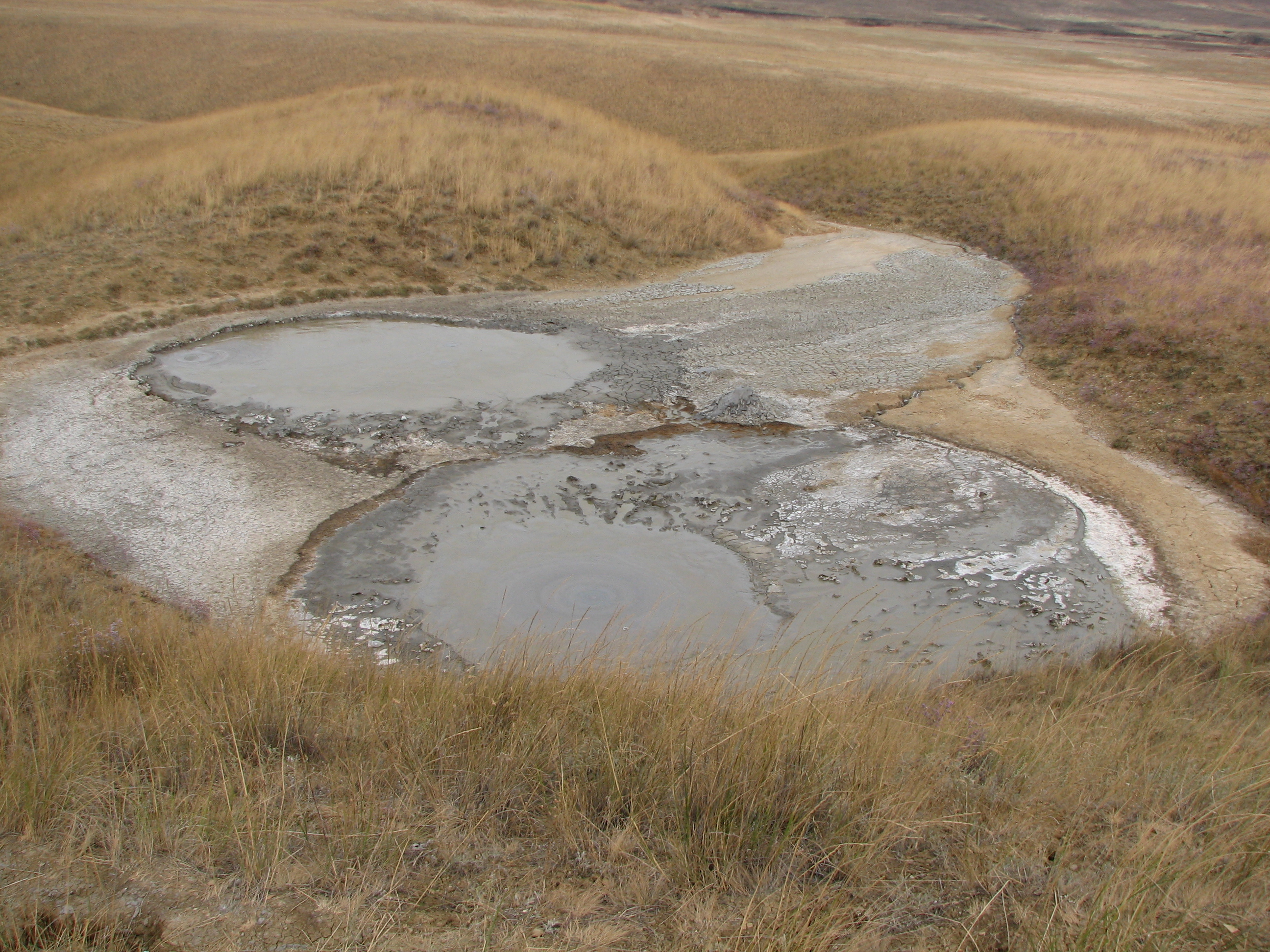
Vulcani noroioși în Rusia, peninsula Taman

În Europa fenomenul este destul de rar, câteva zeci de locuri în care el se manifestă putând fi găsite în Peninsula Taman din Rusia și în peninsula Kerci din Ucraina de sud-vest. În Italia, ei sunt un fenomen frecvent în nordul Apeninilor și în Sicilia.
În România, cea mai importantă locație este Vulcanii Noroioși de la Pâclele Mari din județul Buzău.
În Republica Moldova sunt cunoscute cinci areale de răspândire a vulcanilor noroioși. Vulcanii se întâlnesc în bazinul 
râului  Camenca (afluent de stânga al Prutului), în preajma comunei Mălăiești, raionul Râșcani; în valea Răutului în amonte de Bălți, pe cursul superior al râului Delia, la nord-vest de comuna Pârlița, raionul Ungheni, în valea râului Larga (comuna Constantinești), în valea râului Nârnova și în lunca Prutului, la sud de satul Bărboieni, raionul Nisporeni. Acești vulcani sunt localizați în zona faliilor tectonice, fenomen ce și poate explica creșterea intensității erupțiilor în timpul cutremurelor de pământ și ploilor abundente . La 17 august 1974, în preajma satului Bărboieni, pe un câmp neted, s-a format pe neașteptate o movilă cu înălțimea de circa 2,5 m. Locuitorii din vecinătate priveau la acest neobișnuit fenomen al naturii cu mare uimire. Vulcanul din Bărboieni are un con mobil, din fisuri iese la suprafață și în jos curg torenți de masă de argilă de culoare gri-albăstrie. Treptat, „lava” se solidifică, capătă o culoare mai deschisă și se acoperă cu fisuri”.

### România
În România, cei mai cunoscuți și mai spectaculoși sunt vulcanii noroioși de la Beciu din Subcarpații Buzăului, dintre Berca și Arbănași.
De asemenea mai există vulcanii noroioși de la Pâclele Mari și Pâclele Mici, care, ca și vegetația specifică asociată lor (în care se remarcă speciile endemice Nitraria schoberi și Obione verrucifera) sunt componente ale unei rezervații naturale.
Rezervația Vulcanii Noroioși, locul unde „pământul fierbe”,  se întinde pe aproximativ 30 ha între localitățile buzoiene Scorțoasa și Berca și este formată din 4 zone: La Fierbători, Pâclele Mari, Pâclele Mici și Beciu. Vulcanii noroioși de la Pâclele Mari și Pâclele Mici sunt cunoscuți ca fiind cele mai reprezentative regiuni la nivelul întregii țări, în ceea ce privește resursele de hidrocarburi, care aparțin sedimentelor din oligocen, miocen și pliocen.

## În Asia

### Lusi (Indonezia)
Forajele sau cutremurele au produs curgerea de noroi Sidoarjo la 29 mai 2006, în provincia Java de Est, Indonezia. Nămolul a acoperit 440 hectare, și a inundat patru sate, case, drumuri, orezării, și 24.000 de oameni au fost evacuați, 14 pierzându-și viața. În 2008, acesta a fost considerat a fi cel mai mare vulcan noroios din lume. Un studiu al unor geologi indonezieni a prezis că erupția va continua timp de circa 10 ani, iar altele mai recente estimează că va dura peste 20 de ani.

### Azerbaidjan
Azerbaidjan și coasta Mării Caspice sunt locul unde se află aproape 400 de vulcani noroioși, peste jumătate din totalul continentului. În 2001, un vulcan noroios aflat la 15 km de Baku a emanat flăcări de 15 m înălțime. În Azerbaidjan, erupțiile sunt generate de un zăcământ de gaze aflat la mare adâncime. Apa ce iese la suprafață are temperaturi cu 2–3  °C peste temperatura mediului ambiant.

### Pakistan
În Pakistan există peste 80 de vulcani noroioși activi în provincia Balochistan; există circa 10 locuri cu grupuri de vulcani noroioși. În vest, în districtul Gwadar, aceștia sunt foarte mici și se află la sud de Jabal-e-Mehdi-ului către Sur Bandar. Mai mulți există la nord-est de Ormara. Restul sunt în districtul Lasbela și sunt răspândiți  între Koh Hinglaj și Koh Kuk în nordul Miani Horului din valea Hangol. În această regiune, înălțimea vulcanilor noroioși este între 250–480 m. Cel mai mare crater are circa 140 m în diametru. Majoritatea vulcanilor noroioși de aici se află în zone izolate cu relief accidentat.